# The Hard Part
The Hard Part is de eenentwintigste aflevering van het eerste seizoen van de Amerikaanse televisieserie Heroes.

## Titelverklaring
Op het einde van de vorige aflevering, Five Years Gone, zegt Hiro tegen Ando: "Now the hard part" omdat hij Sylar moet proberen te vermoorden.

## Verhaal

### Hiro Nakamura
- Hiro en Ando bevinden zich terug in het heden. Ze besluit naar Isaac te gaan omdat de strip van 9th Wonders! geen tekst bevat, zodat ze niet weten wat ze moeten doen.
- Hiro komt binnen in het appartement van Isaac als Sylar zich aan het scheren is. Hij ziet het lijk van Isaac en hoort Sylar in in de kamer ernaast. Hiro en Ando verstoppen zich vlug achter een schilderij. Sylar hoort hun harten echter bonzen. Wanneer Sylar het schilderij echter omvergooid, zijn ze al weggeteleporteerd. Ze zien hem even later over straat lopen en besluiten hem te volgen.

### Peter PetrellienClaire Bennet
- Peter tekent net hetzelfde beeld uit de toekomst dat Nathan kreeg in .07% van Mr. Linderman. Peters moeder beveelt Claire naar Parijs te gaan. Terwijl ze haar spullen pakt komt Peter binnen. Hij probeert haar te overtuigen te blijven. Hij zegt dat hij zal ontploffen zoals een nucleaire bom, en dit doet haar aan Ted denken.
- Claire komt erachter dat Nathan kan vliegen. Peter stelt voor dat Nathan Ted laat opsporen. Nathan belooft een paar telefoontjes te plegen. Hij belt echter naar Linderman om te zeggen dat ze een probleem hebben.
- Peter en Claire lopen naar het kantoor van Nathan. Claire ziet dat Thompson er binnen is en herkent hem als medewerker van The Company.

### Ted Sprague,Matt ParkmanenNoah Bennet
- Ted, Matt en Noah vertrekken met de auto met de bedoeling om het Walker Tracking System uit te schakelen.

### Sylar
- Sylar heeft net zijn eerste toekomstvisie getekend. Het stelt Ted voor die zijn kracht gebruikt. Omdat hij denkt dat hij de exploderende man zal zijn, belt hij in paniek naar Mohinder. Mohinder belt naar 911 (de hulpdiensten) terwijl hij het gesprek gaande houdt. Sylar hoort het echter en hangt op.
- Sylar belt met zijn moeder.
- Hiro komt binnen in het appartement van Isaac als hij zich aan het scheren is. Hiro ziet het lijk van Isaac en hoort hem in in de kamer ernaast. Hiro en Ando verstoppen zich vlug achter een schilderij. Sylar hoort hun harten echter bonzen. Wanneer hij het schilderij echter omvergooid, zijn ze weggeteleporteerd. Ze zien hem even later over straat lopen en besluiten hem te volgen.
- Sylar gaat op bezoek bij z'n moeder en brengt een glazen sneeuwbal mee omdat ze deze verzameld.

### Niki Sanders,D.L. HawkinsenMicah Sanders
- D.L. heeft door dat Linderman Micah gevangen houdt. D.L. loopt hierop weg. Micah speelt een videospel terwijl Candice hem bewaakt, zich voordoend als Jessica.
- D.L. en Jessica komen in de verzameling van Linderman.

### Mohinder Suresh
- Mohinder heeft een ontmoeting met Thompson voor het gebouw van The Company. Thompson stelt hem voor aan Molly, en zij blijkt het Walker Tracking System te zijn. Ze blijkt dezelfde ziekte te hebben als Shanti, Mohinder's zus die stierf.
- Mohinder leert Molly's gave kennen.

Genesis · Don't Look Back · One Giant Leap · Collision · Hiros · Better Halves · Nothing to Hide · Seven Minutes to Midnight · Homecoming · Six Months Ago · Fallout · Godsend · The Fix · Distractions · Run! · Unexpected · Company Man · Parasite · .07% · Five Years Gone · The Hard Part · Landslide · How to Stop an Exploding Man